# Paratanychora mongoliensis
Paratanychora mongoliensis là một loài tò vò trong họ Ichneumonidae.